# Redballoon
redballoon（レッドバルーン）は、日本のロックバンド。2000年結成にされ、メンバーチェンジを経て村屋兄弟2人による音楽制作ユニットとなり、2006年にメジャーデビュー。2012年のライブを以て活動を休止し、2018年に解散が発表された。

## 来歴
2000年に愛知県で結成。当初はDJやサックスを加えた6人編成で活動を開始。その後2MCのミクスチャーバンド「G-FUNK」を経て、メンバーチェンジを繰り返しながら名古屋市を拠点に活動を続け、現在の村屋兄弟2人による音楽制作ユニットとなる。
2006年11月22日、シングル『雪のツバサ』（テレビ東京系アニメ『銀魂』第3期エンディングテーマ）でSME RECORDSよりメジャーデビュー。オリコンチャートで初登場9位を記録。兄弟ユニットによるデビュー曲のオリコントップ10入りは、LL BROTHERS以来15年振りの記録であった。その後も3rdシングル『銀色の空』（テレビ東京系アニメ『銀魂』第3期オープニングテーマ）でオリコンチャート初登場10位を記録。スマッシュヒットを連発した。
2009年、自身の音楽レーベル「MK2 music」を立ち上げ、所属。
2012年3月3日、知多市勤労文化会館大ホールで行われた「メディアス・ミュージック・フェス」でのライブをもって、活動を休止。
2018年5月3日、村屋光二のブログにて解散が発表された。

## メンバー
- 村屋 光二（むらや こうじ） - ボーカル、ギター
血液型はO型。弟。
リリースした作品のほぼ全ての作詞、作曲、アレンジを担当。
2011年からアーティスト活動と並行して国内、海外のメジャーアーティストへの楽曲提供や音楽プロデューサーとして活動。
2013年、ロック津軽三味線奏者「天光」としての活動を開始。同年11月にはv系バンド「SuG」のフロトマン武瑠のプロジェクト「浮気者」でポニーキャニオンからメジャーデビュー。ミニアルバム『I狂U』のリードラック「I狂U」の三味線アレンジ、演奏を行い、MVにも出演した[4]。
2014年、男女混成ロックユニット「2forPLANET」のvo&gtとしてユニバーサルミュージックからメジャーデビュー。リリースした音源は全てオリコンチャート入りを果たした。2016年解散。
2018年5月15日、KOUJIMURAYA名義で、ソロとして初の楽曲「coldsweatagain」をリリース。
2018年8月28日、SPYAIRのMOMIKEN、KENTAと「むらやもみけんた」を結成し、Zepp Nagoyaでのライブとレコーディングを同時に行う。

- 村屋 克典（むらや かつのり） - ベース
血液型はO型。兄。
2011年からスタジオミュージシャンとして、メジャーアーティストのサポート活動を始める。
解散発表時に音楽活動から離れ、一般の社会人として生活していることが明かされた[3]。

## ディスコグラフィ

### シングル
|     | 発売日         | タイトル     | 規格   | 規格品番                        | オリコン | 初収録アルバム |
| --- | -------------- | ------------ | ------ | ------------------------------- | -------- | -------------- |
| 1st | 2006年11月22日 | 雪のツバサ   | CD     | SECL-450                        | 10位     | FIRST STORY    |
| 2nd | 2007年3月7日   | 走り出す季節 | CD+DVD | SECL-489〜490（期間限定通常盤） | 64位     | FIRST STORY    |
| 2nd | 2007年8月22日  | 走り出す季節 | CD     | SECL-523（通常盤）              | 64位     | FIRST STORY    |
| 3rd | 2007年5月9日   | 銀色の空     | CD     | SECL-497                        | 10位     | FIRST STORY    |
| 4th | 2007年7月25日  | 真夏の地図   | CD     | SECL-517                        | 87位     | FIRST STORY    |
| 5th | 2008年3月5日   | 旅立ちの日に | CD     | SECL-596                        | 82位     | EVER BLUE      |
| 6th | 2008年9月10日  | 青春の詩     | CD     | SECL-681                        | 140位    | EVER BLUE      |
| 7th | 2009年10月14日 | 愛言葉       | CD     | WTRC-1002                       | 圏外     | -              |

### オリジナルアルバム
|     | 発売日        | タイトル      | 規格 | 規格品番  | オリコン |
| --- | ------------- | ------------- | ---- | --------- | -------- |
| 1st | 2005年11月9日 | forget-me-not | CD   | CRRC-1062 | 圏外     |

|     | 発売日        | タイトル    | 規格 | 規格品番 | オリコン |
| --- | ------------- | ----------- | ---- | -------- | -------- |
| 1st | 2007年9月5日  | FIRST STORY | CD   | SECL-524 | 37位     |
| 2nd | 2008年9月24日 | EVER BLUE   | CD   | SECL-691 | 260位    |

### ベストアルバム
|     | 発売日        | タイトル         | 規格 | 規格品番  | オリコン |
| --- | ------------- | ---------------- | ---- | --------- | -------- |
| 1st | 2009年7月29日 | redballoon・BEST | CD   | WTRC-1001 | 圏外     |

### ミニアルバム
|     | 発売日        | タイトル                               | 規格 | 規格品番  | オリコン |
| --- | ------------- | -------------------------------------- | ---- | --------- | -------- |
| 1st | 2005年2月2日  | 24/7                                   | CD   | CRRC-1061 | -        |
| 2nd | 2010年10月6日 | OVER THE WALLS〜United Collaboration〜 | CD   | WTRC-1003 | 圏外     |
| 3rd | 2012年3月3日  | over the dream                         | CD   | CMN-002   | -        |

### オムニバス
- A SIDE SPLIT Vol.1 〜grass field〜（2008年8月6日）
  - 収録曲

  1. 君とまた逢うために僕がすべきこと(ザ・ルーズドッグス)
  2. Distance (Cure Rubbish)
  3. リメンバー (AJISAI)
  4. 二人の奇蹟 (redballoon)

## タイアップ一覧
| 使用年 | 曲名         | タイアップ                                                           |
| ------ | ------------ | -------------------------------------------------------------------- |
| 2006年 | 雪のツバサ   | テレビ東京系アニメ『銀魂』第3期エンディングテーマ（第25話 - 第37話） |
| 2007年 | 走り出す季節 | 日本テレビ系『ぐるぐるナインティナイン』エンディングテーマ           |
| 2007年 | 走り出す季節 | テレビ東京系『JAPAN COUNTDOWN』2007年3月度エンディングテーマ         |
| 2007年 | 走り出す季節 | テレビ神奈川『音楽缶』2007年3月度テーマソング                        |
| 2007年 | 銀色の空     | テレビ東京系アニメ『銀魂』第3期オープニングテーマ（第50話 - 第75話） |
| 2007年 | 銀色の空     | 毎日放送『VERITà -ベリータ-』2007年5月エンディングテーマ             |
| 2007年 | LIFE GAME    | NHK-FM『ミュージック・スクエア』2007年8・9月度オープニングテーマ     |
| 2007年 | 真夏の地図   | 日本テレビ系『第27回全国高等学校クイズ選手権』応援テーマソング       |

## ラジオ
- redballoonのMIDNIGHT ROCK STADIUM（東海ラジオミッドナイトスペシャル／木曜日26:00 - 27:00／2006.10.05 - ）
- R&R BROTHERS（FM-FUJI／土曜日23:00 - 24:00／2006.10.07 - ）
- redballoonのMK2（NACK5／土曜日22:30／2007.04.07）
- FM ROCK KIDS（AIR-G'／土曜日24:00 - ／2007.04.07 - 2007.06.30）
- ハイパーナイト・redballoonのいっちょ!ガンバるーん（CBCラジオ／木曜日24:00／2007.04.19）
- メディアスステージ（村屋克典レギュラープログラム／メディアスFM834/金曜日19:00 - ／2011.8.12 -）

## 主なライブ
- 2005年08月19日 - TREASURE052 2005 ～FLASH!～
- 2007年08月20日 - TREASURE05X 2007 ～30th road goes on 2nd day～
- 2007年10月26日 - MINAMI WHEEL 2007
- 2008年08月17日 - TREASURE05X 2008 ～screaming triangle 2nd day～
- 2008年10月31日 - MINAMI WHEEL 2008
- 2010年08月14日 - TREASURE05X 2010 ～PRECIOUS GENERATION 1ST DAY～
- 2015年03月27日 - TRADITION OF SOUL